# Kenji Yamada
Kenji Yamada (山田 賢二 Yamada Kenji?, nacido el 15 de marzo de 1989 en Hokkaido) es un futbolista japonés que juega como guardameta.
En 2012, Yamada se unió al Vanraure Hachinohe.

## Trayectoria

### Clubes
| Club               | País  | Año    |
| ------------------ | ----- | ------ |
| Vanraure Hachinohe | Japón | 2012 - |

## Estadística de carrera

### J. League
| Club               | Año   | J. League | J. League | Copa J. League | Copa J. League | Total | Total |
| Club               | Año   | Part.     | Goles     | Part.          | Goles          | Part. | Goles |
| ------------------ | ----- | --------- | --------- | -------------- | -------------- | ----- | ----- |
| Vanraure Hachinohe | 2019  | 29        | 0         | -              | -              | 29    | 0     |
| Total              | Total | 29        | 0         | 0              | 0              | 29    | 0     |